# CA San Lorenzo de Almagro
Club Atlético San Lorenzo de Almagro – argentyński klub sportowy (znany głównie z sekcji piłki nożnej) z siedzibą w stołecznym mieście Buenos Aires. Występuje w rozgrywkach Primera División. Domowe mecze rozgrywa na obiekcie Estadio Pedro Bidegain.
Ma siedzibę w dzielnicy Boedo.

## Historia
W początkach XX wieku gang uliczny z dzielnicy Almagro wyzywał na pojedynki piłkarskie inne gangi z Buenos Aires. Kiedy do Almagro doprowadzono linie autobusowe i tramwajowe, granie stało się niebezpieczne, szczególnie po tym jak tramwaj potrącił jednego gracza. Wtedy katolicki ksiądz, salezjanin Lorenzo Massa zaczął organizować gry na swoim podwórku. Tak w 1908 założono klub. Szybko stał się on jednym z czołowych klubów w argentyńskiej stolicy.
W 1946 przełamał monopol CA River Plate i wygrał mistrzostwo. Klub pojechał na mecze towarzyskie do Hiszpanii i Portugalii.
Największe triumfy klub święcił w latach sześćdziesiątych i siedemdziesiątych. W 1968 klub zdobył mistrzostwo, nie przegrywając żadnego meczu w lidze. W latach 1968–1974 klub zdobył w sumie cztery tytuły mistrzowskie. Później przyszły chude lata. Z powodu złego zarządzania klub popadł w tarapaty finansowe. W 1981 San Lorenzo zostało zdegradowane, ale rok później wróciło do pierwszej ligi. W tym czasie klub miał długi i żeby ratować stan finansów musiał sprzedać swój stadion. Klub zaczął wychodzić na prostą dopiero w latach dziewięćdziesiątych.
Kibicem klubu był Jorge Mario Bergoglio, b. arcybiskup Buenos Aires i kardynał, a w latach 2013-2025 papież Franciszek.

## Osiągnięcia

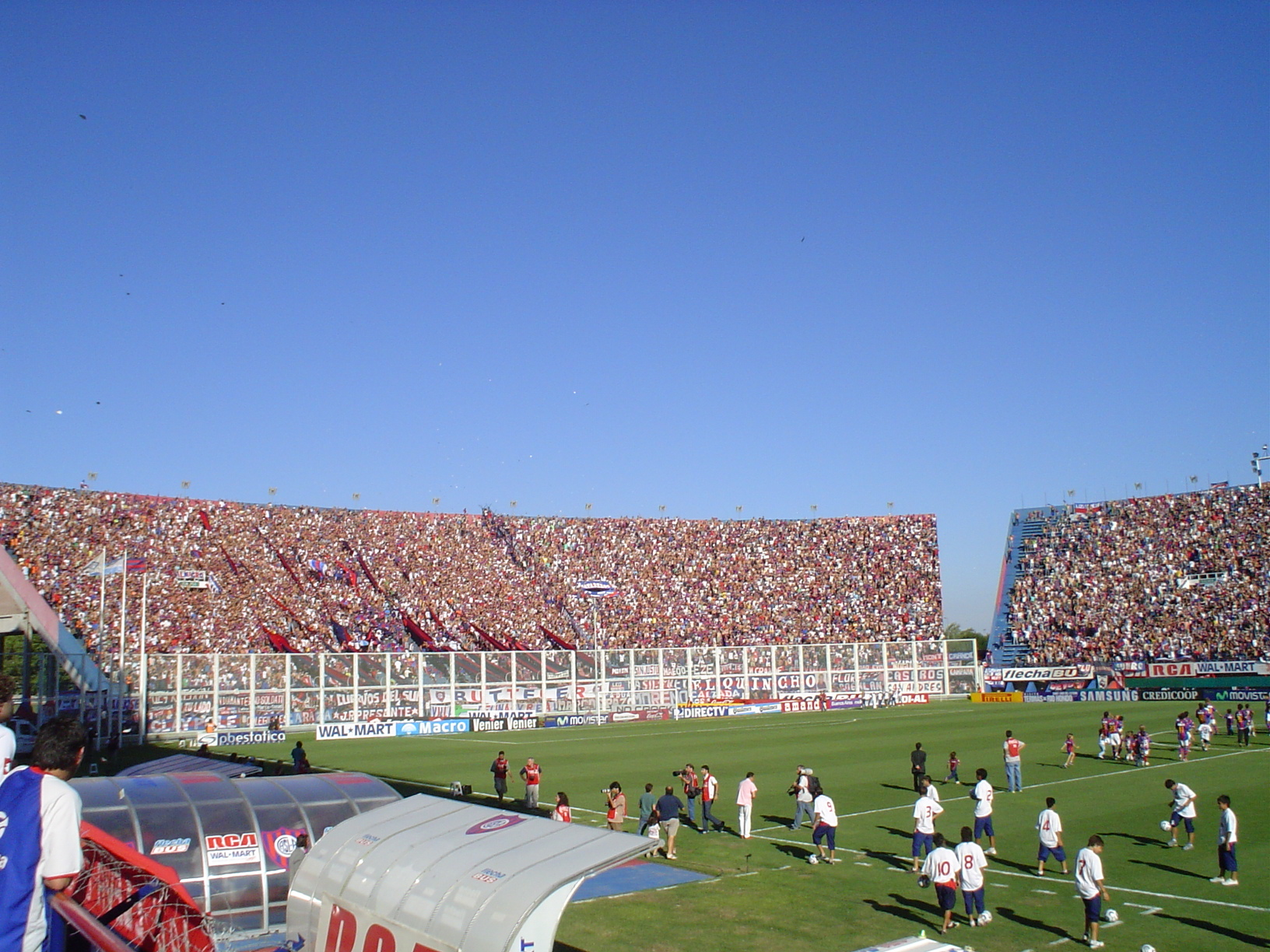

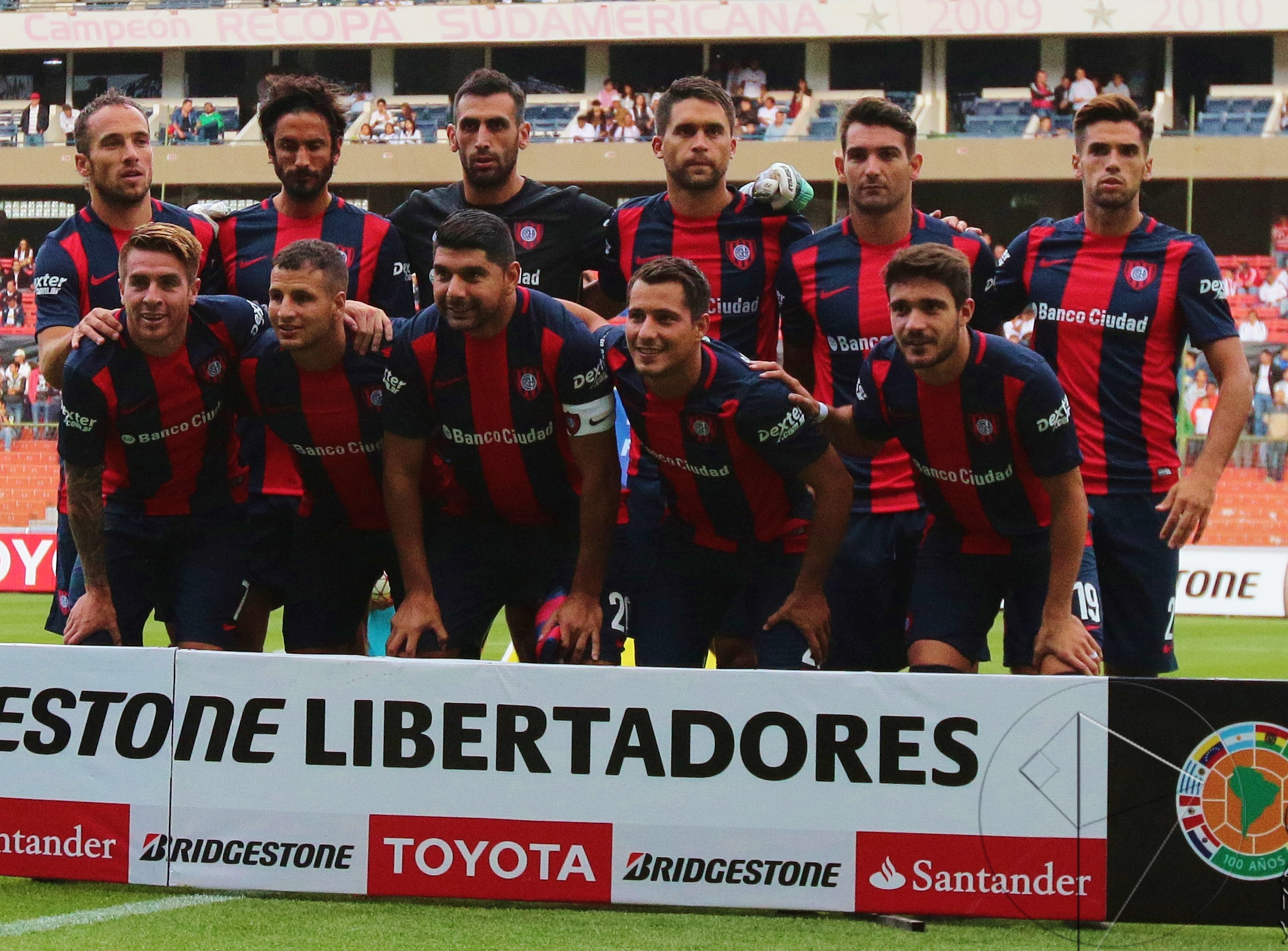

- Mistrz Argentyny (Primera división argentina) (15): 1923, 1924, 1927, 1933, 1936 (Copa de Honor), 1946, 1959, 1968 Metropolitano, 1972 Metropolitano, 1972 Nacional, 1974 Nacional, 1995 Clausura, 2001 Clausura, 2007 Clausura, 2013 Torneo Inicial.

Uwaga: W latach 1967–1985 mistrzostwa Argentyny były rozgrywane dwa razy do roku w formule Metropolitano i Nacional, a od sezonu 1991/92 są rozgrywane dwa razy do roku w formule Apertura (otwierające: sierpień - grudzień) i Clausura (zamykające: luty - lipiec).
- Mistrz drugiej ligi argentyńskiej (2): (1914), 1982

Rozgrywki krajowe (2)
- Copa de la República: 1943
- Supercopa Argentina: 2015

Międzynarodowe rozgrywki pucharowe (5)
- Copa Mercosur: 2001
- Copa Sudamericana: 2002
- Copa Libertadores: 2014
- Copa Campeonato del Río de la Plata: 1923
- Copa Aldao: 1927
- Klubowe Mistrzostwa Świata: 2. miejsce (2014)

## Aktualny skład
Stan na 20 sierpnia 2023.
| Nr | Poz. | Piłkarz                  |
| -- | ---- | ------------------------ |
| 3  | BR   | Facundo Altamirano       |
| 3  | OB   | Rafael Pérez             |
| 5  | PO   | Jalil Elías              |
| 6  | PO   | Carlos Sánchez (kapitan) |
| 7  | NA   | Ezequiel Cerutti         |
| 8  | PO   | Gonzalo Maroni           |
| 9  | NA   | Nicolás Blandi           |
| 10 | NA   | Nahuel Barrios           |
| 11 | NA   | Adam Bareiro             |
| 13 | BR   | Augusto Batalla          |
| 16 | BR   | Lautaro López Kaleniuk   |
| 17 | BR   | Elián Irala              |
| 18 | NA   | Federico Girotti         |

| Nr | Poz. | Piłkarz            |
| -- | ---- | ------------------ |
| 19 | PO   | Manuel Insaurralde |
| 21 | NA   | Malcom Braida      |
| 22 | OB   | Gastón Campi       |
| 23 | OB   | Gastón Hernández   |
| 24 | OB   | Jeremías James     |
| 28 | NA   | Carlos Auzqui      |
| 35 | OB   | Gonzalo Luján      |
| 38 | PO   | Siro Rosané        |
| 41 | NA   | Iván Leguizamón    |
| 46 | OB   | Tomás Silva        |
| 47 | OB   | Agustín Giay       |
| 50 | PO   | Francisco Perruzzi |